# British National Formulary
Het BNF is in het Verenigd Koninkrijk een begrip in de geneeskunde, voor British National Formulary, een vademecum met informatie over geneesmiddelen, hoe ze moeten worden voorgeschreven, dat iedere Britse dokter op zijn bureau heeft liggen. Er komt tweemaal per jaar een nieuwe druk van uit, een in maart en een in september.